# 阿仕頓·伊頓
阿什顿·伊顿（英語：Ashton Eaton，1988年1月21日—）是美国十项全能运动员，为尤金的俄勒岡径赛俱乐部效力。赢得2012年奥运会（8869分）和2016年奥运会（8893分，奥运会纪录）十项全能金牌，以及2013年和2015年世界田径锦标赛十项全能金牌。他于2017年退役。

## 外部連結
- 阿仕頓·伊頓在的頁面
- 阿仕頓·伊頓的X（前Twitter）
- USATF profile for Ashton Eaton （页面存档备份，存于）
- University of Oregon bio: Ashton Eaton （页面存档备份，存于）